# Kováts Kálmán (plébános, 1862–1925)
Kováts Kálmán (Zsigárd, 1862. március 21. – Budapest, 1925. augusztus 17.) kánonjogi doktor és plébános.

## Élete
Zsigárdon született, ahol apja 52 évig néptanító volt. Kováts középiskoláit Nagyszombatban és Esztergomban végezte, jogi és egyetemi tanulmányait a budapesti egyetemen hallgatta. 1885. április 15-én áldozópappá szentelték. Ezután káplán volt Zsitvaapátin, Buda-Vízivárosban hitoktató, 1890-ben Budapest-Krisztinavárosban, 1891-ben Budapest-Erzsébetvárosban káplánkodott. 1893 novemberében a közoktatási miniszter az esztergomi királyi érseki tanitóképző igazgatójává nevezte ki; ezen állásából, saját kívánságára 1897-ben fővárosi lelkészi állásába visszahelyeztetett. Újvarson dolgozott mint adminisztrátor, majd Budapest-Terézvárosban, 1906-ban Budapest-Lipótvárosban káplán, végül 1911-től szépkúti címzetes apát.
Elnöke volt az esztergomvidéki népnevelők egyesületének, tagja a Szent István Társulat tankönyvbíráló bizottságának; a hercegprímás egyházmegyei cenzorrá is kinevezte.
Cikkei az esztergomi tanítóképző Értesítőjében (1893. Májer István c. püspök nagyprépost halála. 1894-96. évf.), a Nemzeti Iskolában és a Magyarországban.

## Munkái
- Emléklapok. Az Esztergom-vidéki népnevelők egyesületének első közgyűlése alkalmából tartott elnöki megnyitó. Esztergom, 1895.
- Az esztergomi tanítóképző multja és jelen állapota 1842-1896. Uo. 1896.
- Szent beszéd. Az esztergomi főszékesegyházban 1896. ápr. 19. szent Adalbert ünnepén mondotta. Uo. 1896.
- Az esztergomi tanítóképző bajainak forrása s ezek főokozója. (Röpirat. Sajtó alatt.)